# Shine On Me
「Shine On Me」は、日本の歌手・大原櫻子の11作目のシングル。
本作は、ダンスを取り入れた初のシングルとなっている。

## 概要
通常版、「Shine On Me」のミュージックビデオが収録されたDVD付きの「初回限定盤」、折りたたみダッフルバッグがついた「完全生産限定盤」の３形態で発売された。

## 収録曲

### CD
1. Shine On Me
2. Let Me Go
3. Shine On Me (Instrumental)
4. Let Me Go (Instrumental)

### DVD
1. 「Shine On Me」Music Video (初回限定盤)